# Silly Love Songs (Хор)
«Silly Love Songs» (рус. Глупые песни о любви) — двенадцатый эпизод второго сезона американского музыкального телесериала «Хор», показанный телеканалом Fox 8 февраля 2011 года и посвящённый Дню Святого Валентина. В эпизоде Уилл Шустер даёт хору задание исполнять любовные песни в честь праздника; Финн Хадсон пользуется своей популярностью и устраивает «будку поцелуев»; «Соловьи» академии Далтон исполняют музыкальный номер за пределами кампуса возлюбленному Блейна, а Курт признаётся Блейну в своих чувствах.
В серии прозвучали кавер-версии шести песен, в том числе «P.Y.T.» Майкла Джексона; все песни, кроме «My Funny Valentine», были выпущены в качестве синглов посредством цифровой дистрибуции. Композиции «Firework», «P.Y.T.», и «Fat Bottomed Girls» вошли альбом Glee: The Music, Volume 5, а «Silly Love Songs» и «When I Get You Alone» — в Glee: The Music Presents the Warblers.

## Сюжет
Уилл Шустер (Мэтью Моррисон) даёт членам хора новое недельное задание — петь любовные песни в честь Дня всех влюблённых. Пак (Марк Саллинг) решает спеть серенаду объекту своих чувств Лоурен Зайзис (Эшли Финк) и поёт «Fat Bottomed Girls». Лоурен считает это оскорблением и решает провести с ним День Святого Валентина как с другом, а не молодым человеком.
Арти Абрамс (Кевин Макхейл) и Майк Чанг (Гарри Шам-младший) решают подготовить для своих девушек, Бриттани (Хизер Моррис) и Тины (Дженна Ашковиц), музыкальный номер на песню «P.Y.T. (Pretty Young Thing)». Позже Тина поёт «My Funny Valentine» для Майка, но не может справиться с эмоциями и начинает плакать, продолжая при этом петь.
Пользуясь своей популярностью, Финн Хадсон (Кори Монтейт) устраивает «будку поцелуев», надеясь поцеловать свою экс-подругу Куинн Фабре (Дианна Агрон), а также заработать денег для хора. Изначально Куинн отказывается целовать своего бывшего бойфренда даже на благо хора, однако позже делает это по настоянию её парня Сэма Эванса (Корд Оверстрит), который относится с подозрением к дружбе Финна и Куинн. Во время поцелуя Финн вспоминает былые чувства к Куинн, а та, в свою очередь, приглашает его на тайное свидание. Сантана Лопес (Ная Ривера) решает раскрыть измену Куинн и придумывает план, чтобы заразить Финна мононуклеозом, который при поцелуе передался бы Куинн. План срабатывает: оба заболевают, однако отрицают, что заразились друг от друга. Финн признаётся Рейчел (Лиа Мишель), что у него ещё остались чувства к Куинн, и Рейчел вместе с девушками хора поёт песню Кэти Перри «Firework».
Между тем в Далтоне солист хора «Соловьи» Блейн Андерсон (Даррен Крисс) собирает хористов и просит их помочь ему признаться в любви одному парню, спев с ним песню в магазине Gap. Курт Хаммел (Крис Колфер) уверен, что он — тот парень, к которому Блейн испытывает чувства, однако им оказывается Джеремайя (Александр Нифонг) — продавец магазина. Блейн с поддержкой «Соловьёв» поёт «When I Get You Alone», однако позже Джеремайя говорит, что его уволили, а к Блейну он ничего не чувствует. Это расстраивает Блейна, а Курт признаётся ему, что влюблён в него. Блейн объясняет Курту, что они только друзья, и он не может ответить ему тем же, боясь разрушить дружбу. Эпизод заканчивается исполнением «Silly Love Songs» хором «Соловьи» в кафе, где, помимо обычных посетителей, присутствовали и хористы школы МакКинли.

## Реакция
«Silly Love Songs» посмотрели 11,58 млн американских телезрителей и 2,08 канадских, а отзывы критиков оказались большей частью положительны. Эрика Футтерман из Rolling Stone назвала эпизод «лучшим в сезоне», но отметила в качестве одного из отрицательных моментов отсутствие Сью Сильвестр, которая, по её мнению, вписалась бы в сюжет. Бобби Хакинсон из Houston Chronicle поставил эпизоду положительную оценку, оценив «сильную подачу, но немного бессвязную». Мелисса Мерц из Los Angeles Times написала в своей рецензии, что эпизод получился «идеальным и органичным» и «напомнил поклонникам о всём, что произошло в последние пару месяцев». Роберт Каннинг из IGN поставил эпизоду 8,5 из 10 и назвал его «лёгким», а также отметил, что «Хор» всё дальше и дальше уходит от комедийного сюжета, и потому он мог позволить себе на один эпизод вернуться к шуткам. Он похвалил сюжетную линию с Паком и Лоурен Зайзис и написал: «Я не знаю, буду ли я поддерживать эту пару, но я точно знаю, что буду поддерживать Лоурен». Тодд ВанДерФерфф из The A.V. Club поставил эпизоду А- и добавил, что «Silly Love Songs» стали «прекрасным примером почти идеальной серии».